# Raymond Leininger

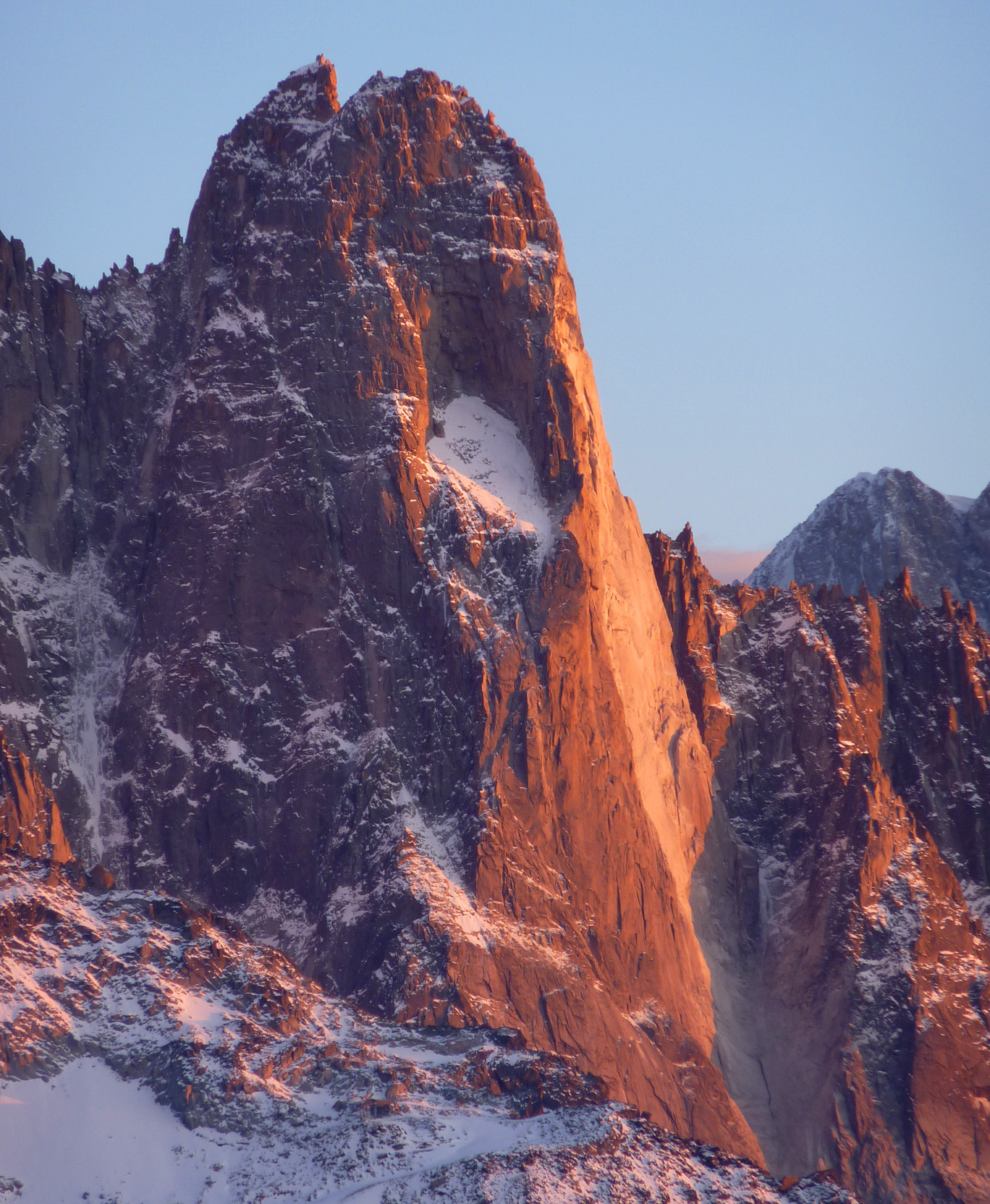
Face norte da Petite Dru, e via Pierre Allain e Raymond Leininger em 1935

Raymond Gustave Félicien Leininger (Chamagne, 6 de junho de 1911 - Meung-sur-Loire, 5 de setembro de 2003) foi um alpinista francês que efectuou algumas primeira ascensões de grande nível.
Em companhia dos seus irmãos Jean e Pierre e do outro grande alpinista francês Pierre Allain, faz parte da chamado Grupo de Bleau, por se terem iniciado à varapa na floresta de Fontainebleau.

## Primeiras
Raymond Leininger e Pierre Allain fizeram, entre muitas outras ascensões as primeiras ascensões de:
- 1935 - Face este do Dent du Caïman, com Pierre Allain
- 1935 - Travessia das Grandes Jorasses, desde e o col des Hirondelles ao col des Grandes Jorasses, com Pierre Allain
- 1935 - Face norte de Drus, com Pierre Allain
- 1935 - Diretíssima da face sul de La Meije, com Pierre Allain
- 1936 - Face sul da Aiguille de Blaitière, com Neuenschwander
- 1936 - Aresta norte do Pic Sans Nom com Jean Vernet, Georges Vernet e J. Morin
- 1937 - Aresta sudeste da Aiguille de Blaitière com Jean Leininger
- 1937 - Face sul do Dent du Crocodile, com Jean Leininger e Pierre Allain
- 1946 - Face norte da Aiguille des Grands Charmoz, via a Aiguille de la République com G. Bicavelle

## Expedições
- 1936 - Raymond Leininger é um dos membros da primeira expedição francesa ao Himalaia, no Caracórum, composta por Henry de Ségogne, Jean Charignon, Pierre Allain, Jean Carle, Jean Deudon, Marcel Ichac, Louis Neltner, Jacques Azémar e o médico Jean Arlaud [1].
- 1951 - Raymond Leininger participou na expedição franco-belga na cordilheira dos Andes com Jacques Jongen, Georges Kogan e Maurice Lenoir, e os quatro realizam a primeira do cume norte do Alpamayo.

## Publicações
Raymond Leininger et Nicole Leininger, La route sans borne, en campant, de France aux Indes, J. Susse, 1994, 327 p.